# Niefern-Öschelbronn
Niefern-Öschelbronn ist eine Gemeinde im Enzkreis in Baden-Württemberg.

## Geographie
Die Gemeinde Niefern-Öschelbronn liegt mit ihren beiden Ortsteilen an der Pforte des nördlichen Schwarzwaldes etwa sieben Kilometer östlich der Stadt Pforzheim. Naturräumlich gehört das Gemeindegebiet überwiegend zum Westrand des Neckarbeckens und in Teilen zu den Schwarzwald-Randplatten am Nordrand des Schwarzwalds. Im Nordwesten schließt sich der Kraichgau an. Der Ortsteil Niefern ist im Tal der Enz gelegen, Öschelbronn südöstlich davon am Ortsbach.

## Nachbargemeinden und Gemeindegliederung
Nachbargemeinden (im Uhrzeigersinn beginnend im Nordwesten) sind Kieselbronn, Enzberg (das zu Mühlacker gehört), Wiernsheim, Wurmberg (alle Enzkreis) und Pforzheim (Stadtkreis).
Die Gemeinde Niefern-Öschelbronn besteht aus den ehemaligen Gemeinden Niefern und Öschelbronn. Zur ehemaligen Gemeinde Niefern gehören das Dorf Niefern mit dem Vorort. Zur ehemaligen Gemeinde Öschelbronn gehört das Dorf Öschelbronn und die Häuser Bräuningsmühle.
Im Gebiet der ehemaligen Gemeinde Niefern liegt die Wüstung Riesche und im Gebiet der ehemaligen Gemeinde Öschelbronn liegen die Wüstungen Hardheim und Rauental sowie die abgegangenen Gehöfte Eichhof und Steckhof. Die Nieferner Flurnamen Burghausen und Im Langendorf deuten ebenfalls auf eine ehemalige Siedlung hin.
Die Gemeinden Niefern und Öschelbronn schlossen sich am 1. August 1971 freiwillig zur Gemeinde Niefern-Öschelbronn zusammen.

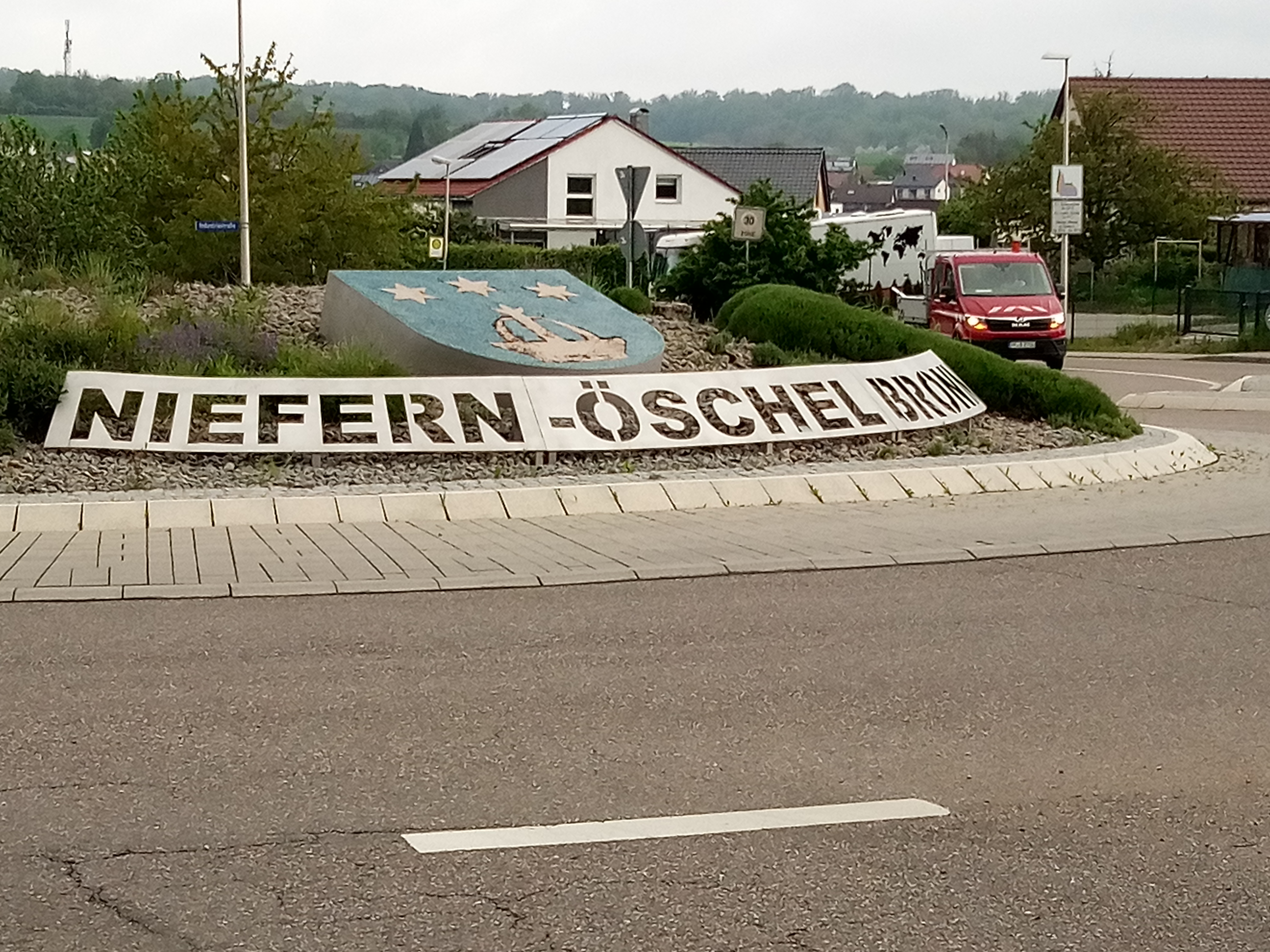
Willkommensschild
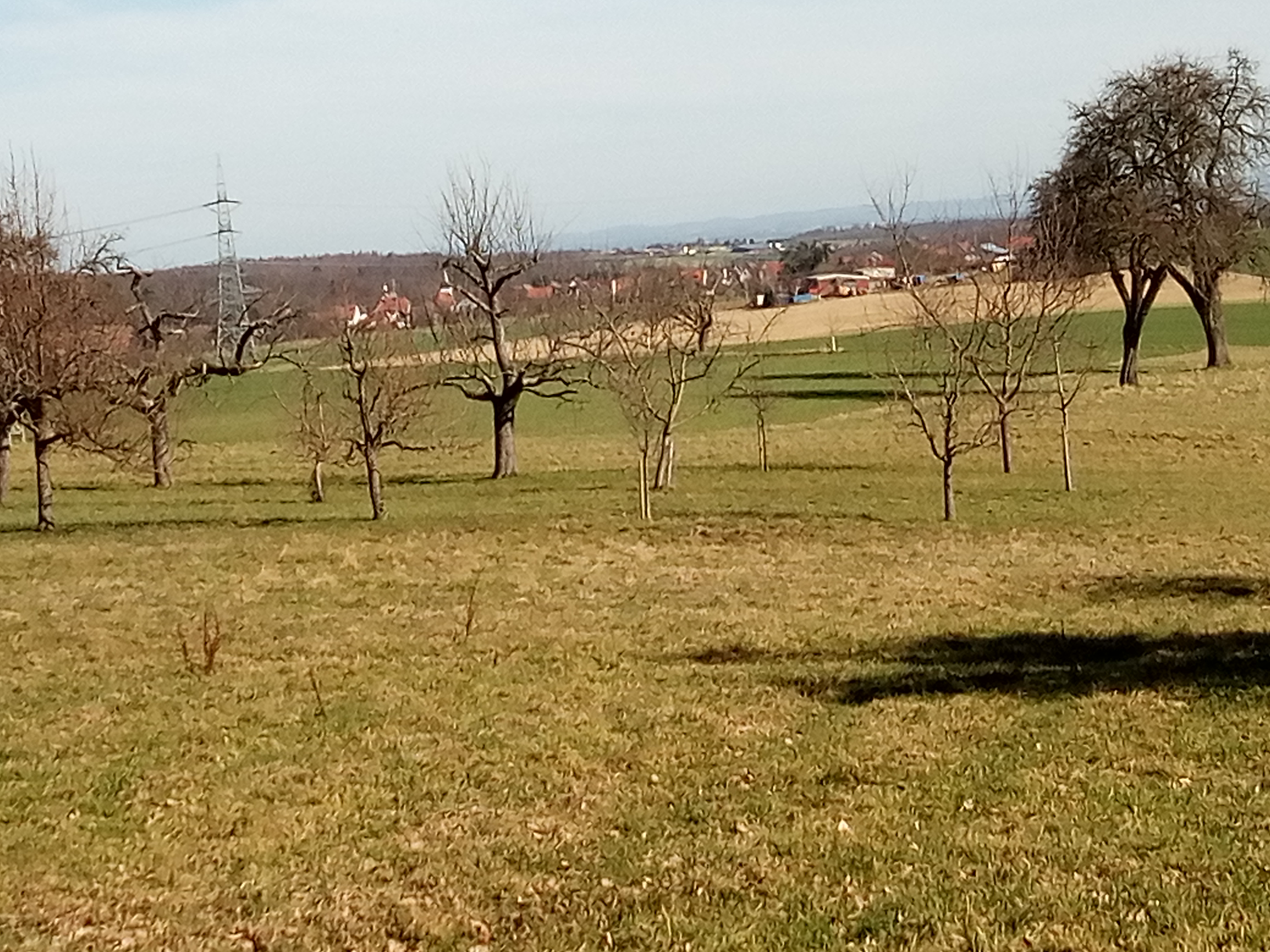
Landschaftsaufnahme Öschelbronn
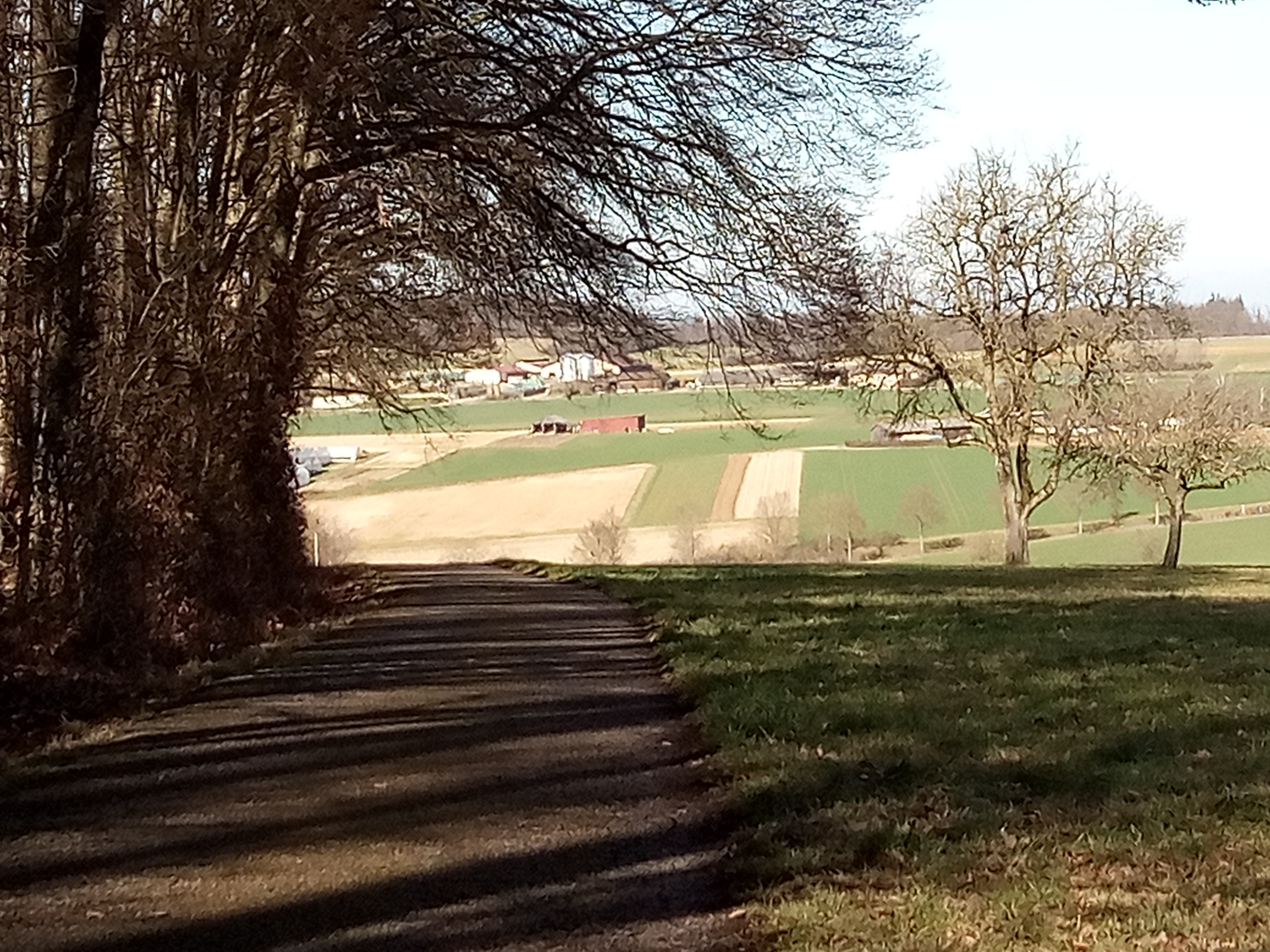
Landschaftsaufnahme Öschelbronn
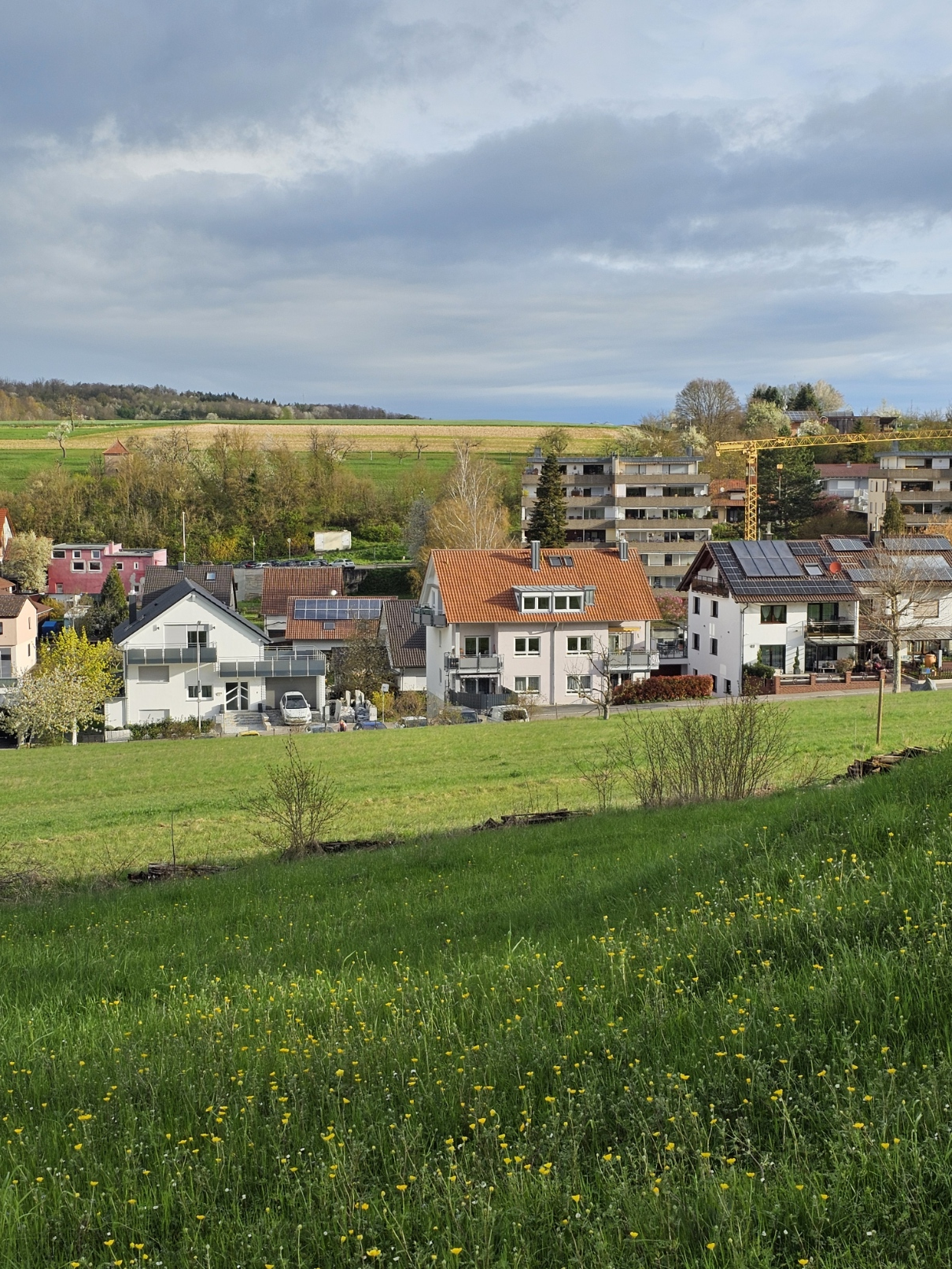
Öschelbronn
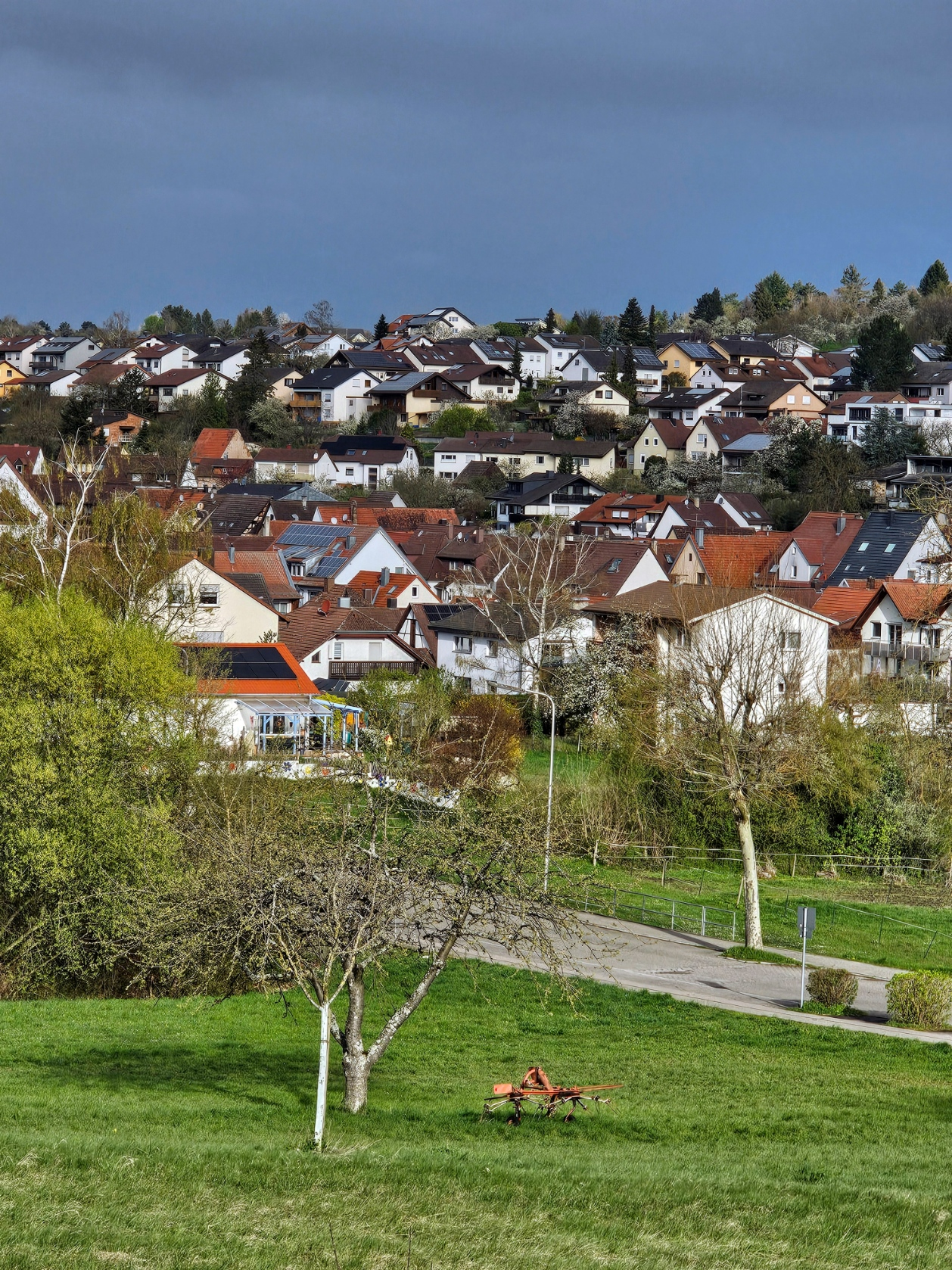
Öschelbronn
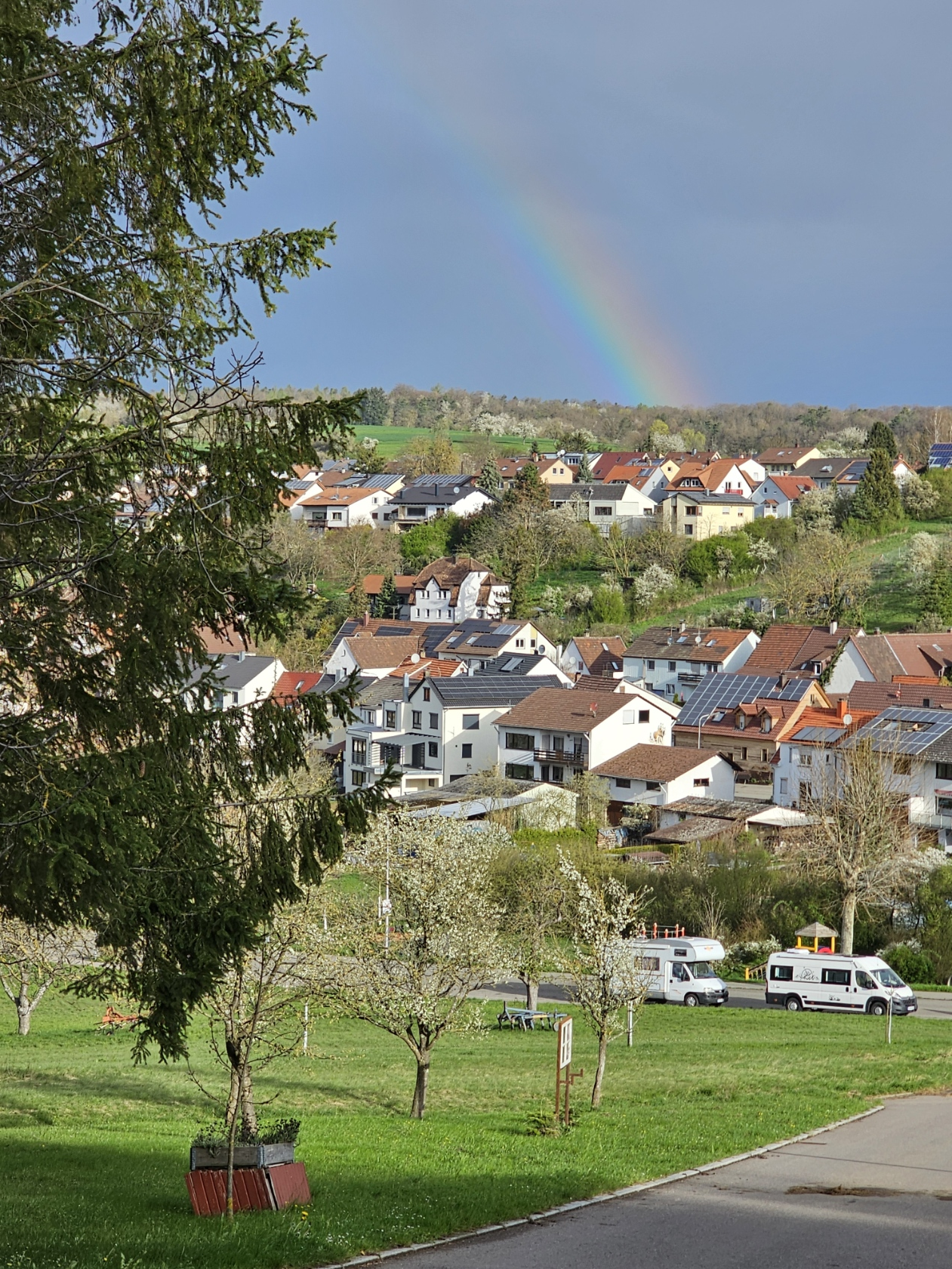
Öschelbronn
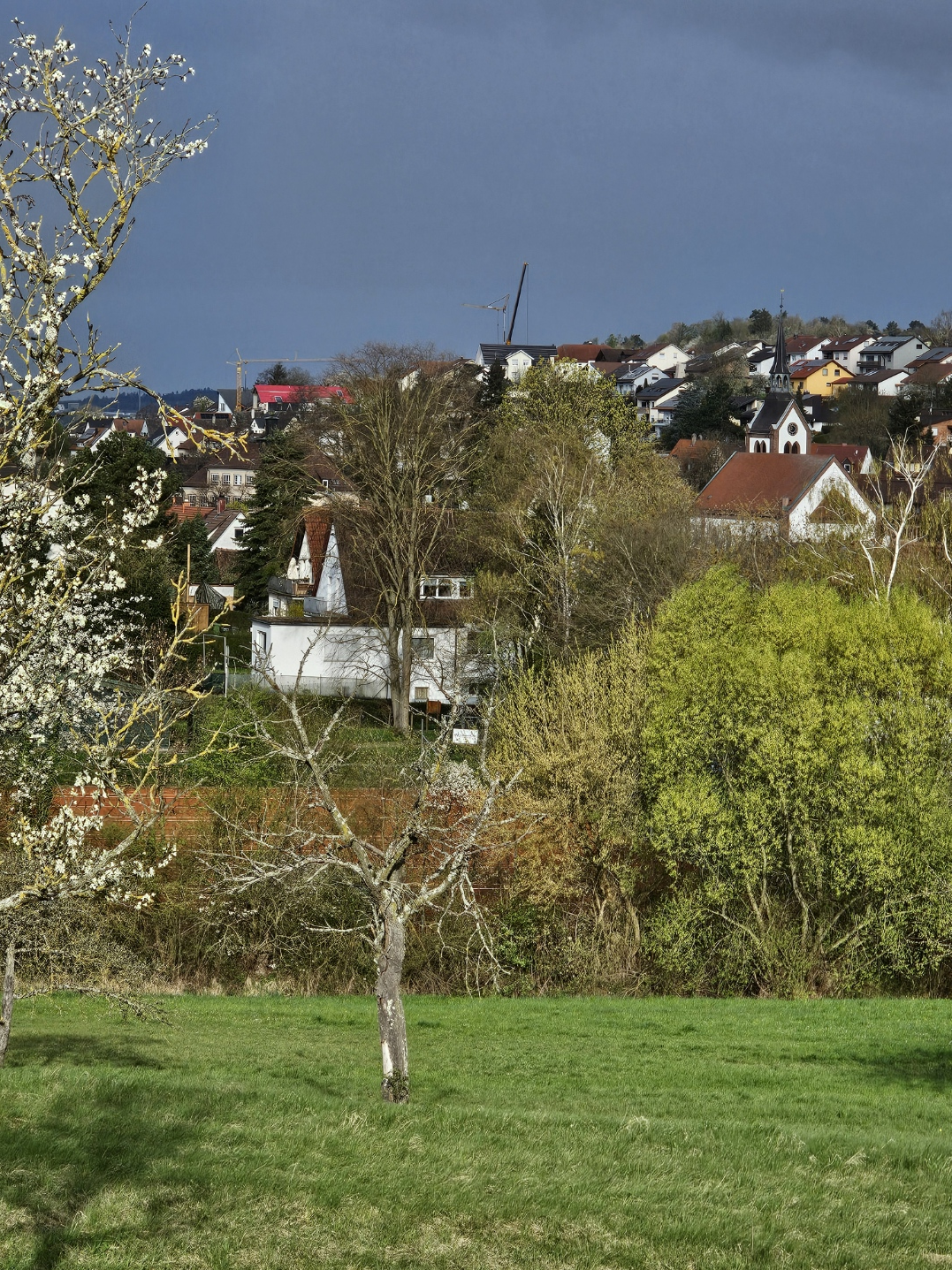
Öschelbronn
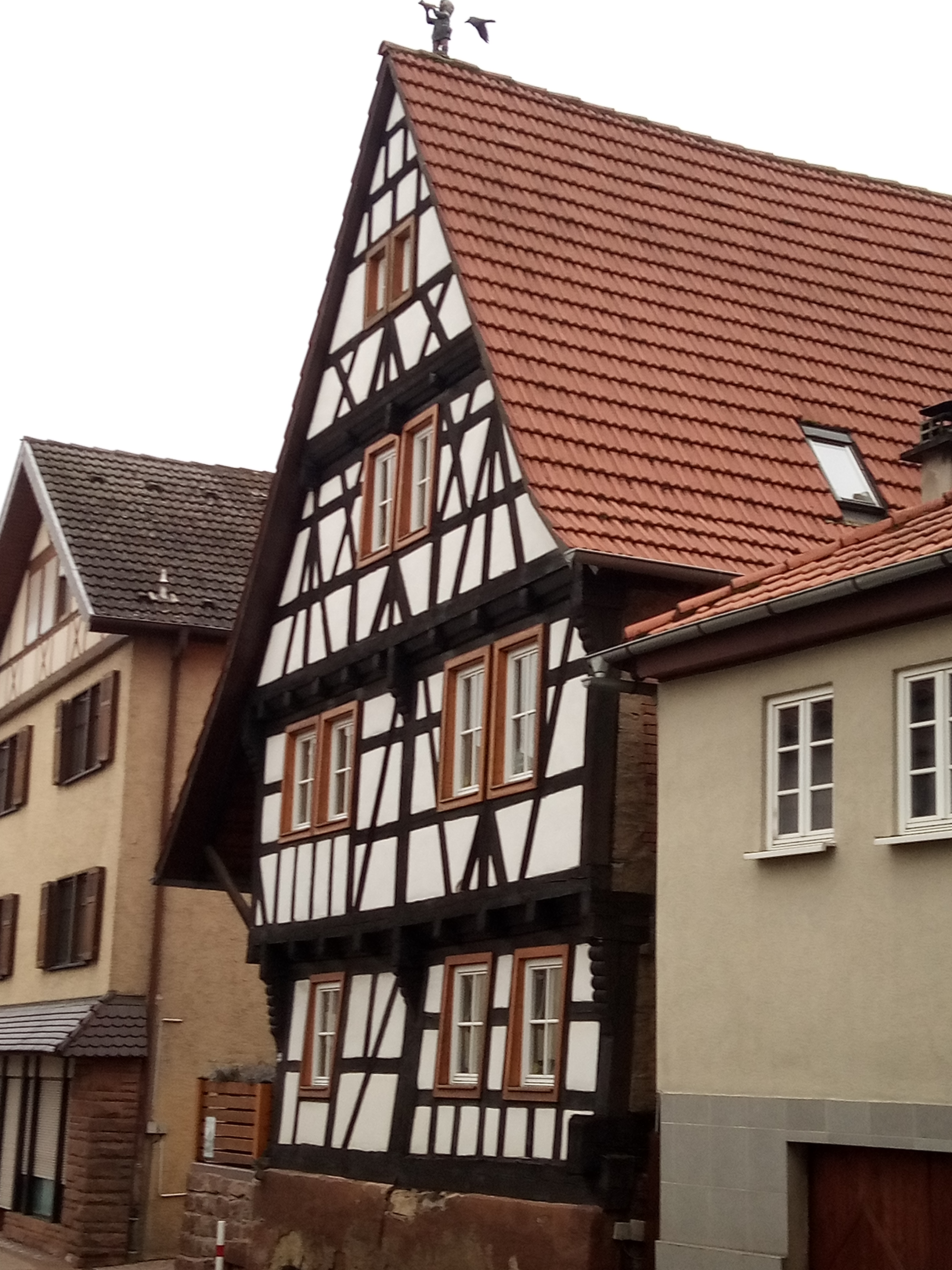
Fachwerkhaus in Öschelbronn
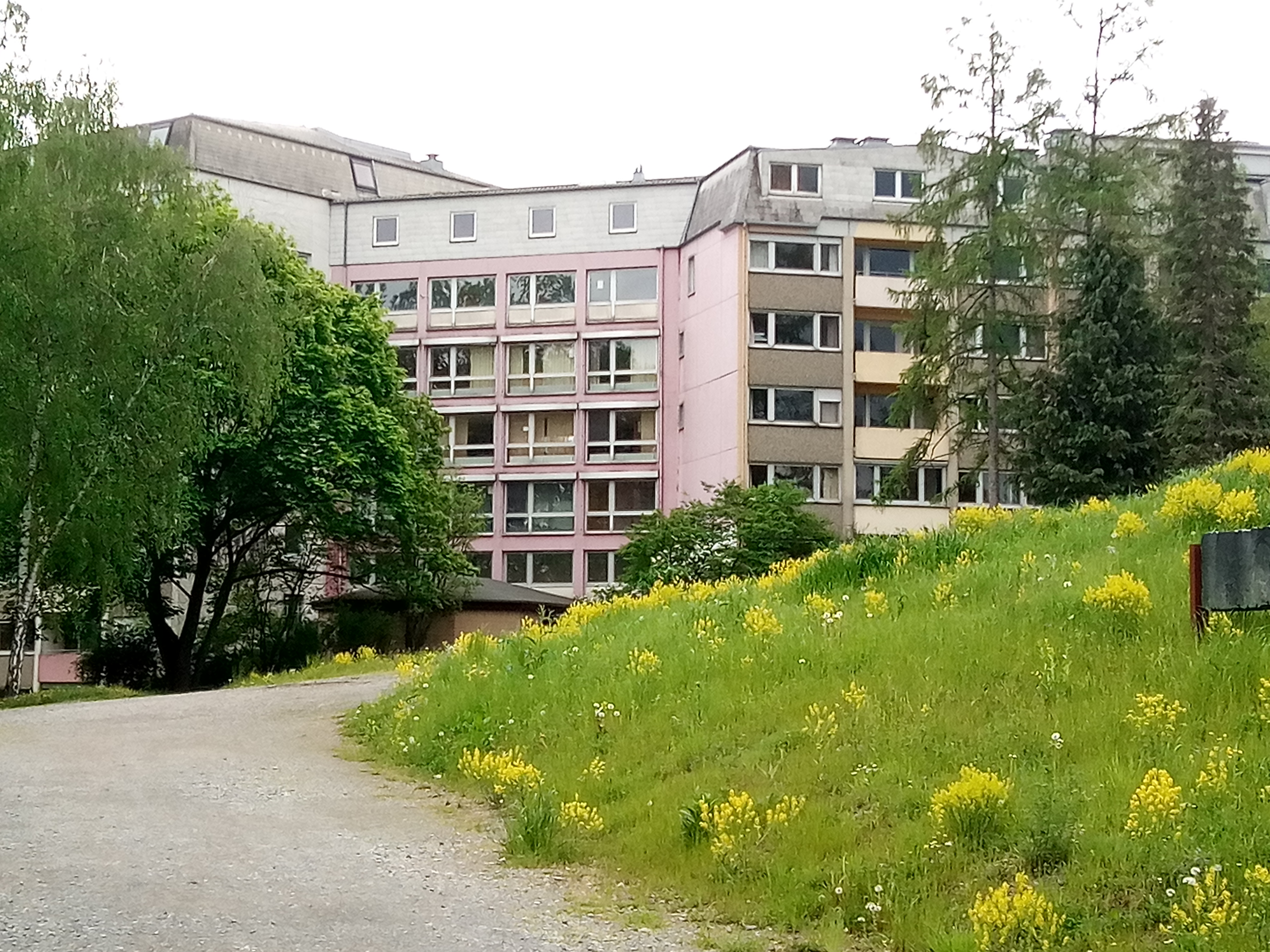
Klinik Öschelbronn
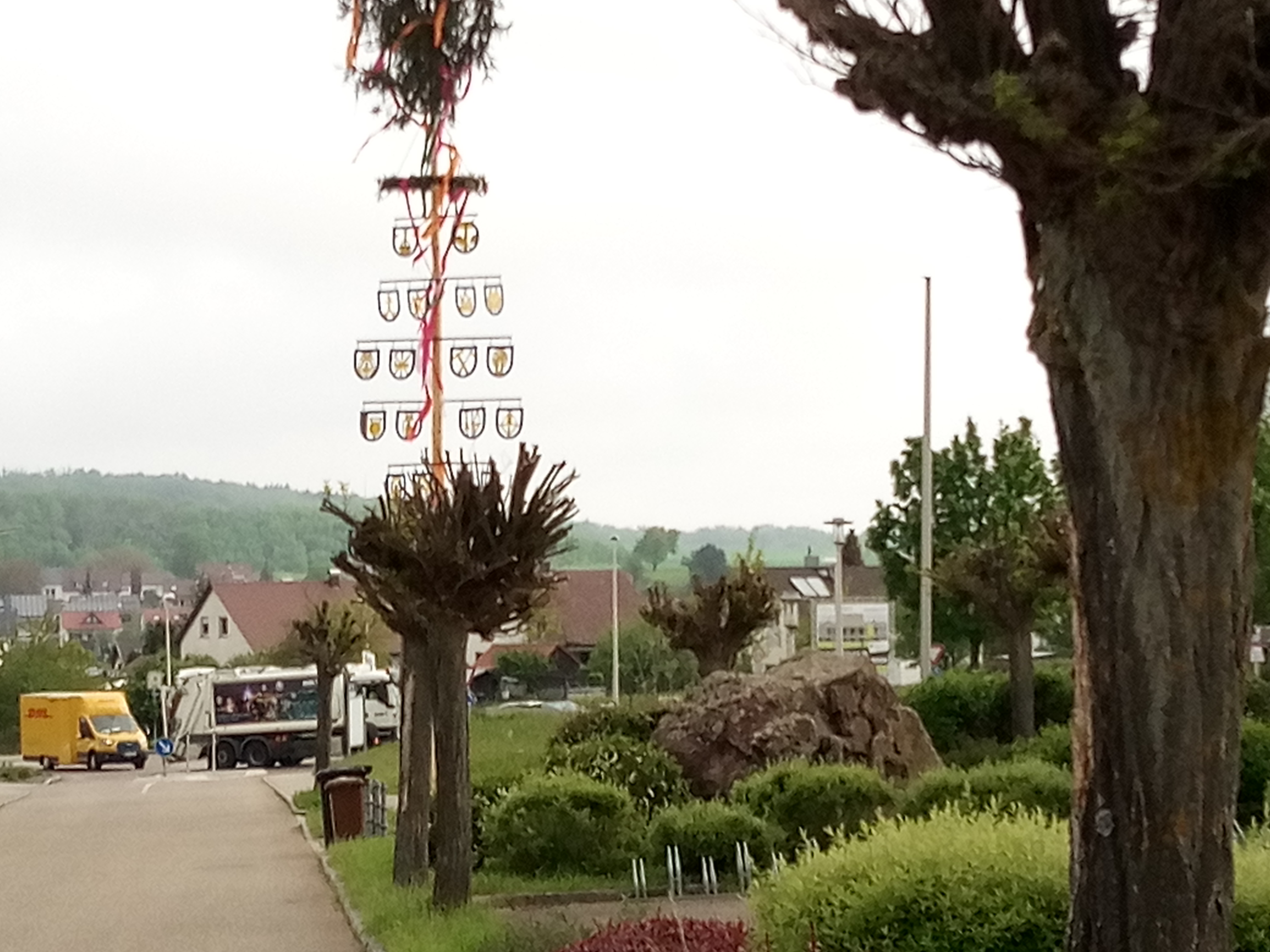
Öschelbronn Maibaum
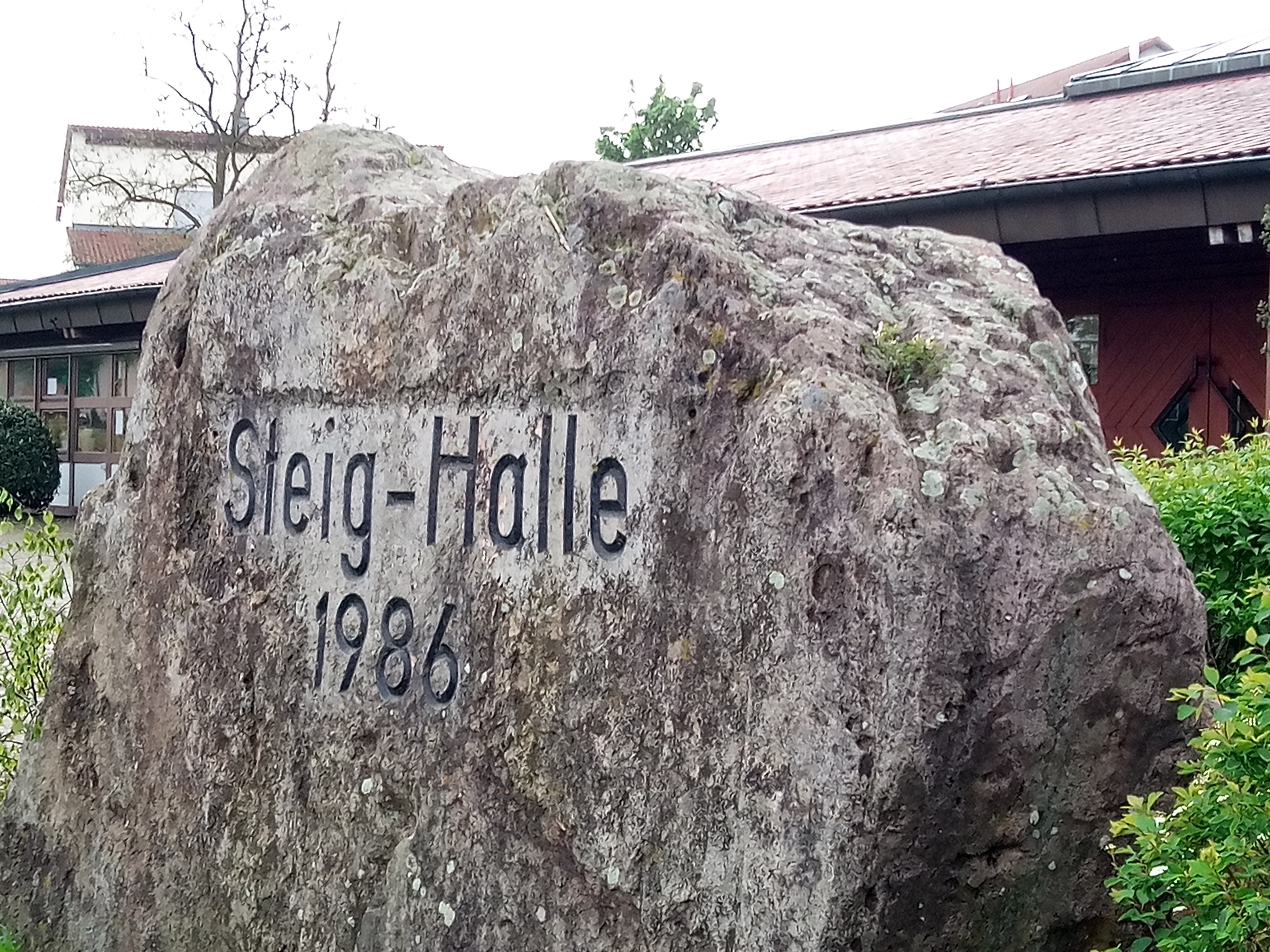
Steighalle
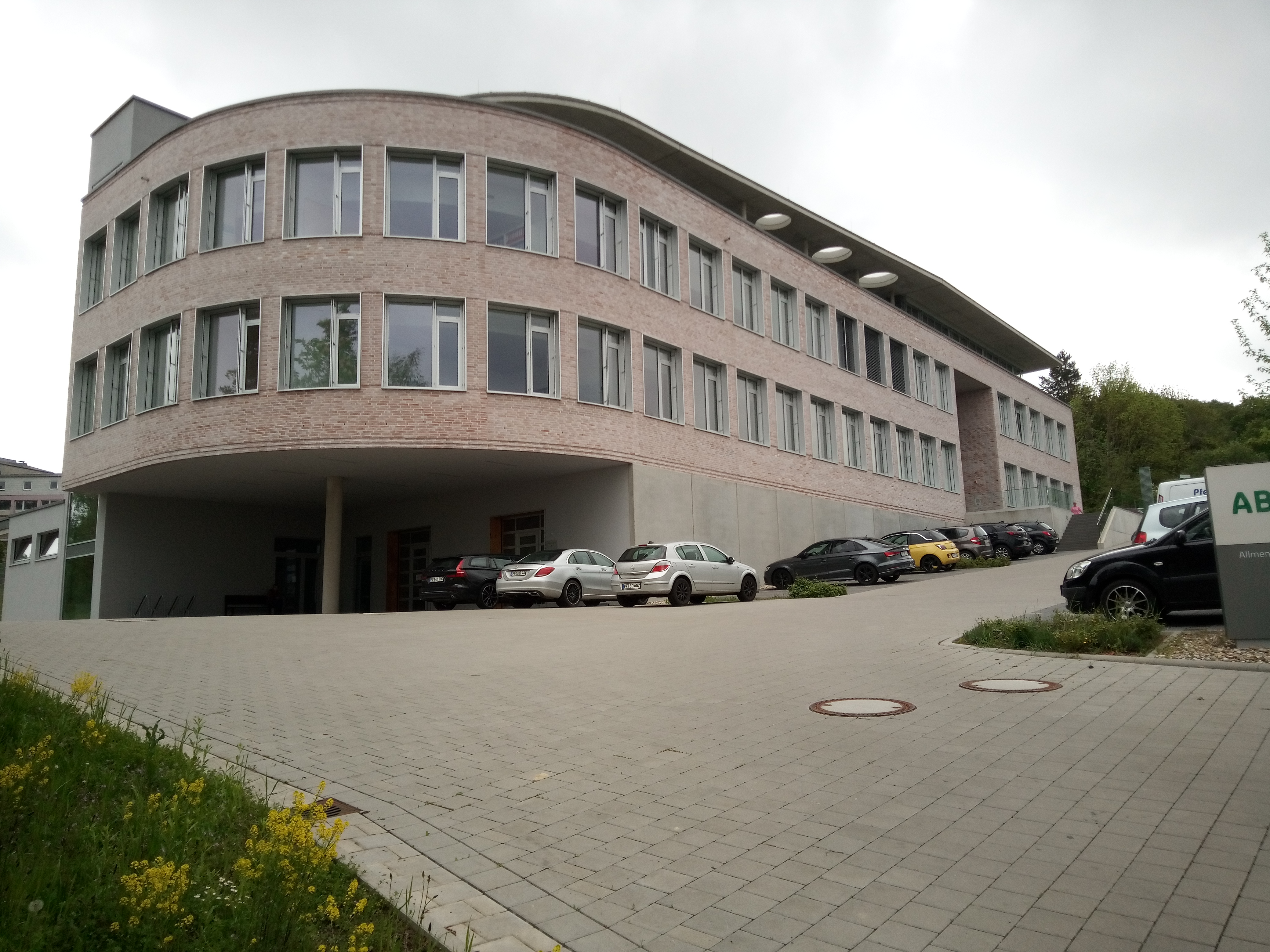
Abnoba-Firmengebäude
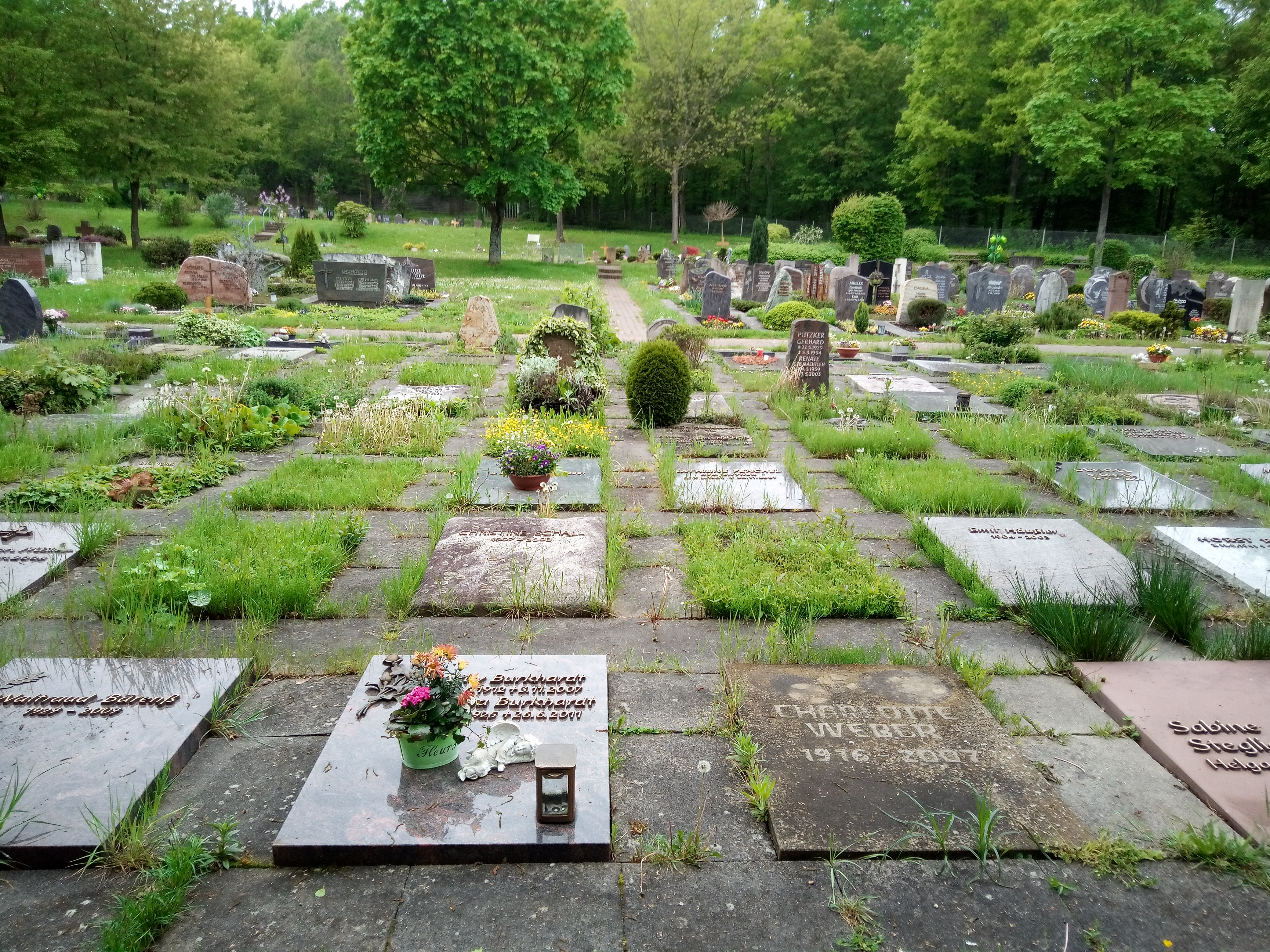
Friedhof Öschelbronn

## Geschichte

### Ortsteil Niefern
Die Gemarkung Niefern ist seit uralten Zeiten besiedelt. Außer römischen und fränkischen wurden auch vorgeschichtliche Spuren gefunden. Lange war man der Meinung, dass der Name „Niefern“, der erstmals in den Jahren 1082 bis 1091, zur Zeit des Hirsauer Reformabtes Wilhelm, in den Schenkungsbüchern des Klosters Hirsau schriftlich überliefert ist, von „Neuefähre“ (von ahd. niu fara) hergeleitet wurde. Neuere Geschichtsforscher gehen allerdings davon aus, dass Niefern, wie auch „Enz“ und „Nagold“, keltischen Ursprungs sei.
Das von jenem Abt Wilhelm gegründete Priorat Reichenbach im oberen Murgtal erhielt auf seine Anweisung „praedia“, d. h. Güter, in „Nievern“ übertragen. Diese stammten aus dem Besitz des Grafen Alwig I. von Sulz, dessen Bruders Herrmann, des Grafen Burghard von Staufenberg und anderer Adeliger. Bis ins 14. Jahrhundert blieb das Kloster Hirsau ein wichtiger Grundbesitzer in Niefern und bewirtschaftete hier auch ein Klostergut.
Neben den Benediktinermönchen wurde 1186 mit der Nennung eines „Heinricus de Nievern“ (Heinrich von Niefern) in einer Urkunde Kaiser Friedrichs I. ein Ortsadel erwähnt, der auch Herr der Burg Enzberg war und im Dienst der Bischöfe von Speyer stand. Seine Linie lässt sich während des 12. und 13. Jahrhunderts in vielen Schriftzeugnissen nachweisen. Enzberg als württembergisches Dorf gehörte kirchlich bis 1818 zu Baden, die Bewohner kamen hierher zum Gottesdienst, wurden hier getauft, getraut und auch begraben.
Merkwürdigerweise erscheint ab 1276 neben der Schreibweise „von Niefern“ auch die Herkunftsbezeichnung „de Hohennievern“. So fungierte beispielsweise ein „Heinricus de Hohennievern dictus Troescheller“ als Zeuge in einer Urkunde des Markgrafen Rudolf d. Ä. Demnach hat es in Niefern zwei Burgen gegeben, deren eine die im 16. Jahrhundert erbaut Tiefburg (Niefernburg), die Zeiten überdauert hat, während von „Hohenniefern“ jede Spur fehlt.
Bereits im 15. Jahrhundert müssen die Herren von Niefern, die auch in Nöttingen, Kieselbronn und Königsbach begütert waren, ohne Nachkommen ausgestorben sein. Ihre Rechtsnachfolge traten die aus dem gleichen Stamm hervorgegangenen Herren von Enzberg an, die wiederum 1438 große Besitzanteile veräußerten und sich an die obere Donau nach Mühlheim zurückzogen. Bereits 1390 hatte Wolf von Niefern seinen Viertelanteil an der Vogtei an die Zisterzienserabtei Maulbronn verkauft, die ihn bis 1482 innehatte und dann an die Markgrafschaft abstieß.
Das von den Enzbergern 1454 dem Markgrafen Karl I. übertragene zweite Viertel der Nieferner Vogtei erhielten diese zunächst wieder zu Lehen, bevor es 1506 durch Verkauf an Konrad von Wallstein gelangte. Die Familie Wallstein oder Waldstein, ein Geschlecht aus der Gegend von Hausach im Kinzigtal, zählte zu den fürstenbergischen Lehensleuten und erwarb Anfang des 16. Jahrhunderts systematisch Enzbergischen und Niefernschen Besitz.
Seit Ende des 15. Jahrhunderts befand sich die andere Hälfte der Vogtei in den Händen der aus Kappelwindeck bei Bühl gebürtigen Familie von Bach und kam dort 1510 durch Verkauf an das Haus Baden. Was Markgraf Christoph I. nicht mehr vergönnt war, erreichte sein Sohn Philipp: 1529 erwarb er das letzte Viertel der Nieferner Vogtei von den Wallsteinern.
Markgraf Karl II. schenkte 1555 seinem Kanzler Martin Amelius (Achtsynit) für seine Verdienste um die Reformation den Ort mitsamt dem alten Burgstadel an der Enz. Jener Amelius erbaute die Niefernburg „von Grund uff“ und versah sie mit Wirtschaftsgebäuden, Säge- und Mahlmühle. Noch heute erinnert der Ameliussaal in der Kirnbachhalle an diesen bedeutenden Nieferner.
Während des Dreißigjährigen Krieges wurden allein durch die Pest zwei Drittel der Bevölkerung hinweggerafft. Niefern war sehr arm und durch seine Lage an der Grenze von Baden und Württemberg zusätzlich im Nachteil. 1672 griff der Markgraf von Baden helfend ein und richtete eine „Papiermühle“ in der Sägemühle der Niefernburg ein.
Ins 19. Jahrhundert fallen die ersten Anfänge der heute bedeutenden Industrie der Gemeinde, doch erst mit dem Wachstum der Pforzheimer Industrie ging es auch in Niefern merklich aufwärts. In die vom Staat auf Abbruch verkaufte Niefernburg zog 1857 ein evangelisches Waisenhaus ein. Später wurde sie für lange Jahre Mädchenerziehungsheim und untersteht heute der inneren Mission als offenes Mädchenwohnheim.

### Ortsteil Öschelbronn
Nach dem großen Brand in Öschelbronn 1933 stieß man im Ortskern auf die Spuren eines römischen Gutshofes, der durch Sträßchen mit dem römischen Pforzheim und nach Osten mit der Furt bei Dürrmenz verbunden war. Öschelbronn wird in frühen Aufzeichnungen „Nessenbrunn“ genannt, was auf die alemannische Sippensiedlung eines „Nesso“ hindeutet. Später änderte sich die Schreibweise in „Eschenbronn“ = Brunnen bei den Eschen und Öschelbronn.
Schon 835 kam der Ort im Lorscher Codex vor. Er hatte viele Herren, darunter das Kloster Maulbronn. Mit ihm kam Öschelbronn 1504 zu Württemberg und erst 1810 wurde der Ort, durch die napoleonische Gebietsreform und den Grenzvertrag zwischen Württemberg und Baden badisch. Begünstigt durch seine „Schüssellage“ wurde Öschelbronn häufig Opfer von verheerenden Feuerbrünsten. 1609, 1852, 1909, 1911 und 1933 wurde der Ort von Brandkatastrophen heimgesucht. 1852 brannte auch die Kirche mit ab. Das evangelische Gotteshaus St. Georg wurde in seiner heutigen Form anschließend erbaut. Bei der letzten großen Katastrophe brannten im Jahr 1933 203 Häuser ab. Der Wiederaufbau im fränkisch-alemannischen Fachwerkstil prägt bis heute das Ortsbild der Gemeinde.
Der Schanzengraben (Eppinger Linie), der 1695 / 97 unter dem Markgrafen von Ludwig von Baden, dem „Türkenlouis“, zum Schutz gegen die Franzosen ausgehoben wurden, ist im Abschnitt Niefern-Öschelbronn noch sehr gut erhalten. Beginnend bei der Waldschanze (Gemarkung Niefern) zieht er über den Tannenberg zum Wald „Steckhof“ (Gemarkung Öschelbronn) In Richtung Mühlacker und weiter bis nach Eppingen.
Obwohl auch die Öschelbronner schon früh von der Industrialisierung Pforzheims profitierten, blieb die Gemeinde bis weit in die zweite Hälfte des 20. Jahrhunderts ländlich geprägt. In den letzten Jahrzehnten allerdings erhielt das Dorf – nicht zuletzt durch die neu ausgewiesenen Baugebiete und viele „Reig’schmeckte“ – die Prägung als beliebte Wohngemeinde.

### Niefern-Öschelbronn
Am 1. August 1971 schlossen sich die bis dahin selbstständige Gemeinden Niefern und Öschelbronn freiwillig zusammen. Am 18. November 1971 wurden die Gemeinden in Niefern-Öschelbronn umbenannt.
Mit einer Gemarkungsfläche von 2202 ha hat sich nach dem Zweiten Weltkrieg, vor allem bedingt durch seine außerordentlich günstige Verkehrslage an der B 10, Autobahnanschluss mit Tank- und Rastanlage, zwei Landesstraßen, Bahnhof an der Strecke Karlsruhe – Stuttgart, zum bedeutenden Industrieort mit rd. 4.000 Arbeitsplätzen entwickelt. Die Gemeinde liegt an der Landesentwicklungsachse Karlsruhe – Pforzheim – Mühlacker. Industrie mit Weltgeltung (Maschinenbau, Biotechnologie, Sendetechnik, Elektrotechnik, Räumwerkzeuge, Automaten-Drehteile, Schmuckwaren u. a.) hat hier ihren Standort.
Der Bevölkerung stehen zur Freizeitgestaltung ein beheiztes Freibad mit großer Liegewiese, ein Hallenbad, Sauna, ein Sportstadion, 4 Sportplätze, 2 Turnhallen, eine Großsporthalle, 5 Tennisplätze, Schießstand, eine Minigolfanlage, eine Mehrzweckhalle in Öschelbronn (Steighalle) und ein Kultursaal (Ameliussaal) sowie der Saalbau des Johanneshauses, eine Ortsgruppe des Technischen Hilfswerkes und in beiden Ortsteilen eine Freiwillige Feuerwehr zur Verfügung.

## Politik

### Gemeinderat
Der Gemeinderat in Niefern-Öschelbronn besteht aus den 22 gewählten ehrenamtlichen Gemeinderäten und dem Bürgermeister als Vorsitzendem. Der Bürgermeister ist im Gemeinderat stimmberechtigt.
Die Kommunalwahl am 9. Juni 2024 führte zu folgendem Ergebnis.
| Parteien und Wählergemeinschaften | Parteien und Wählergemeinschaften           | % 2024  | Sitze 2024 | % 2019 | Sitze 2019 | Kommunalwahl 2024 %403020100 32,83 %25,16 %21,63 %14,50 %5,89 % FDP/FWFWVCDULMUSPDGewinne und Verlusteim Vergleich zu 2019 %p 6 4 2 0 −2 −4+0,93 %p+4,16 %p+0,13 %p−2,90 %p−2,11 %pFDP/FWFWVCDULMUSPD |
| FDP/FW                            | Freie Demokratische Partei/Freie Wähler     | 32,83   | 7          | 31,9   | 6          | Kommunalwahl 2024 %403020100 32,83 %25,16 %21,63 %14,50 %5,89 % FDP/FWFWVCDULMUSPDGewinne und Verlusteim Vergleich zu 2019 %p 6 4 2 0 −2 −4+0,93 %p+4,16 %p+0,13 %p−2,90 %p−2,11 %pFDP/FWFWVCDULMUSPD |
| FWV                               | Freie Wählervereinigung                     | 25,16   | 6          | 21,0   | 4          | Kommunalwahl 2024 %403020100 32,83 %25,16 %21,63 %14,50 %5,89 % FDP/FWFWVCDULMUSPDGewinne und Verlusteim Vergleich zu 2019 %p 6 4 2 0 −2 −4+0,93 %p+4,16 %p+0,13 %p−2,90 %p−2,11 %pFDP/FWFWVCDULMUSPD |
| CDU                               | Christlich Demokratische Union Deutschlands | 21,63   | 5          | 21,5   | 6          | Kommunalwahl 2024 %403020100 32,83 %25,16 %21,63 %14,50 %5,89 % FDP/FWFWVCDULMUSPDGewinne und Verlusteim Vergleich zu 2019 %p 6 4 2 0 −2 −4+0,93 %p+4,16 %p+0,13 %p−2,90 %p−2,11 %pFDP/FWFWVCDULMUSPD |
| LMU                               | Liste Mensch und Umwelt                     | 14,50   | 3          | 17,4   | 4          | Kommunalwahl 2024 %403020100 32,83 %25,16 %21,63 %14,50 %5,89 % FDP/FWFWVCDULMUSPDGewinne und Verlusteim Vergleich zu 2019 %p 6 4 2 0 −2 −4+0,93 %p+4,16 %p+0,13 %p−2,90 %p−2,11 %pFDP/FWFWVCDULMUSPD |
| SPD                               | Sozialdemokratische Partei Deutschlands     | 5,89    | 1          | 8,0    | 1          | Kommunalwahl 2024 %403020100 32,83 %25,16 %21,63 %14,50 %5,89 % FDP/FWFWVCDULMUSPDGewinne und Verlusteim Vergleich zu 2019 %p 6 4 2 0 −2 −4+0,93 %p+4,16 %p+0,13 %p−2,90 %p−2,11 %pFDP/FWFWVCDULMUSPD |
| gesamt                            | gesamt                                      | 100,0   | 22         | 100,0  | 21         | Kommunalwahl 2024 %403020100 32,83 %25,16 %21,63 %14,50 %5,89 % FDP/FWFWVCDULMUSPDGewinne und Verlusteim Vergleich zu 2019 %p 6 4 2 0 −2 −4+0,93 %p+4,16 %p+0,13 %p−2,90 %p−2,11 %pFDP/FWFWVCDULMUSPD |
| Wahlbeteiligung                   | Wahlbeteiligung                             | 53,99 % | 53,99 %    | 54,1 % | 54,1 %     | Kommunalwahl 2024 %403020100 32,83 %25,16 %21,63 %14,50 %5,89 % FDP/FWFWVCDULMUSPDGewinne und Verlusteim Vergleich zu 2019 %p 6 4 2 0 −2 −4+0,93 %p+4,16 %p+0,13 %p−2,90 %p−2,11 %pFDP/FWFWVCDULMUSPD |

2019 bis 2924 gehörte ein fraktionsloser Gemeinderat dem Gremium an.

### Bürgermeister
Bürgermeister ist seit dem 1. Juli 2024 Uwe Engelsberger. Er wurde am 14. April 2024 mit 51,9 Prozent der Stimmen gewählt. Birgit Mertens, die von 2016 bis 2024 amtierte, erhielt lediglich 29 Prozent der Stimmen. Von 1978 bis 2016 war Jürgen Kurz Bürgermeister.

## Bauwerke
Quelle: Gemeinde Niefern-Öschelbronn

### Niefern-Öschelbronn – die „Brunnengemeinde“
Seit 1986 steht der Wappenbrunnen auf Nieferns Kirchplatz und erinnert an die Kreativität von Ortschronist Karl-Helmut Wagner. Im Freibad, im Hof der Niefernburg, auf dem neuen Nieferner Markt und vor der Firma Bellmer verschönern Wasserspender das Ortschaftsbild der Doppelgemeinde.
Öschelbronn weist seit 2004 im Zentrum drei Brunnen auf. Der alte Brunnentrog mit gusseisernem Einlauf wurde von der Pfarrstraße auf den Allmendplatz bei der dortigen Linde verlegt. Der Rathausbrunnen aus dem Erinnerungsjahr 1910, als Öschelbronn 1810 zum Großherzogtum Baden kam, hat bei der St. Georgskirche einen Platz gefunden. Bei der Linde auf Öschelbronns neu gestaltetem Marktplatz befindet sich seit 2004 der Fero-Freymark-Brunnen. 3 Kuben mit drei Wasserstrahlen erinnern an die Trümmer der Öschelbronner Brandkatastrophe vom 10. September 1933.

### Evangelische Kirche „St. Marien“ in Niefern
Die Evangelische Kirche zu Niefern nimmt unter den Kulturdenkmalen des Enzkreises nach dem Kloster Maulbronn und der Pfarrkirche zu Tiefenbronn den dritten Platz ein. Sie ist neben der Niefernburg das älteste Gebäude des Ortes und bildet seinen geographischen und historischen Mittelpunkt. Das gotische Gotteshaus geht auf das 14. und 15. Jahrhundert zurück. Der Chor stammt von ca. 1350, das Hauptschiff wurde 1480–1490 fertiggestellt. Die Kirche war vor der Reformation eine Stifts- oder Chorherren-Kirche, wahrscheinlich eine Filiale der Pforzheimer Schlosskirche. Kennzeichen sind das hohe Tonnengewölbe des Kirchenschiffs und der Lettner, der wie eine Brücke das Schiff vom Chorraum trennt. Er ist einer der wenigen erhaltenen Exemplare in Südwestdeutschland.
Die Bedeutung der Nieferner Kirche haben die Seccomalereien begründet, welche die Innenwände im Chor nahezu vollständig bedecken. Des Weiteren beherbergt die Kirche einige Werke mittelalterlicher Holzschnitzkunst: Zwei große Heiligenfiguren, eine weibliche Figur, vermutlich die heilige Ottilia darstellend, und Johannes der Täufer schmücken die südliche Seitenwand. Das Kruzifix auf Choraltar und die dahinter stehende heilige Anna selbdritt sind kleinere Holzskulpturen.
Maria ist die Patronin der Nieferner Kirche; die Kirche hieß ehemals St. Marien. Darauf weist auch eine Inschrift im Torbogen des Lettners und eine Sandsteinfigur hoch oben an der Westwand des Turmes hin.

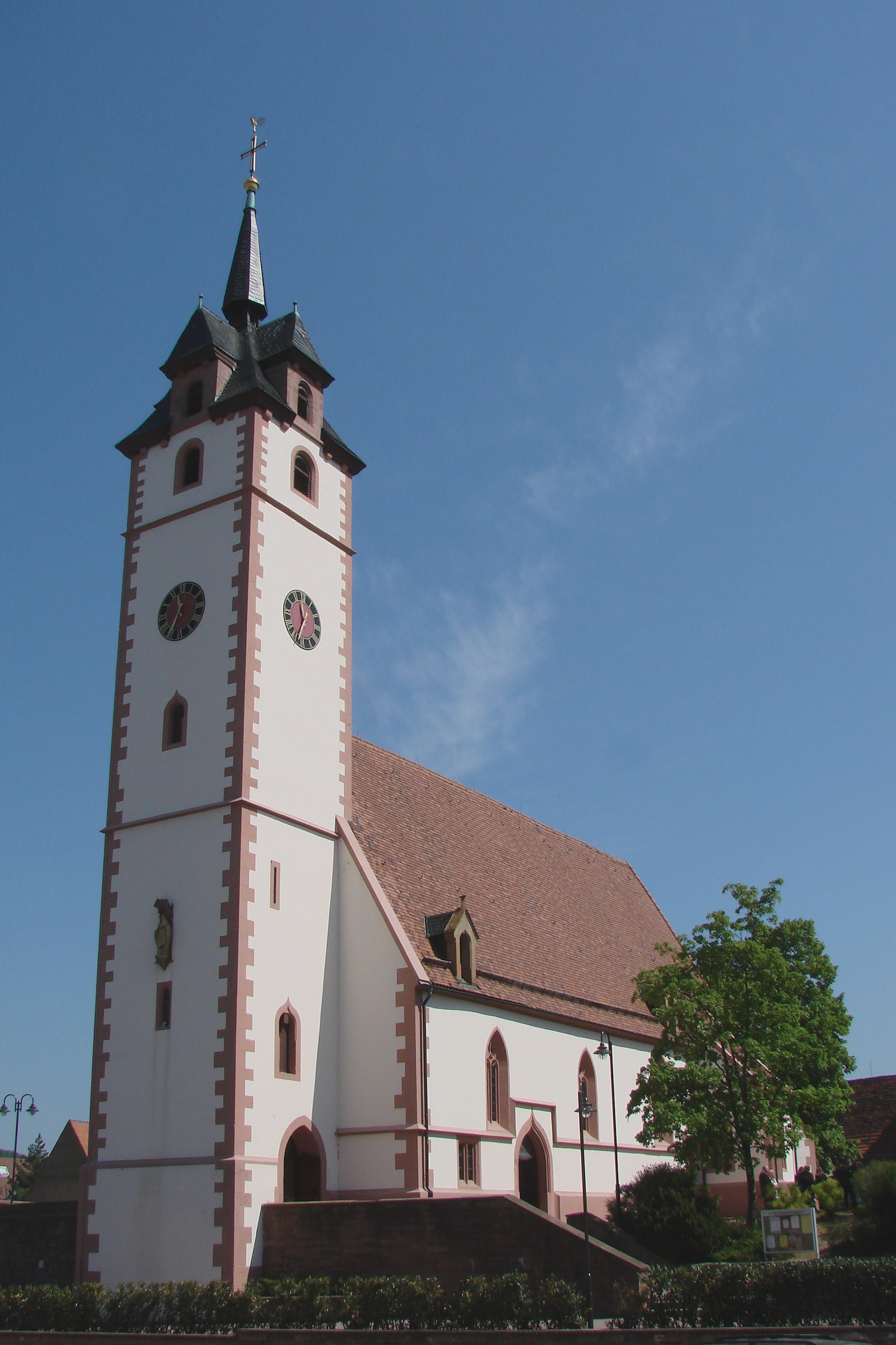
Evangelische Pfarrkirche Niefern
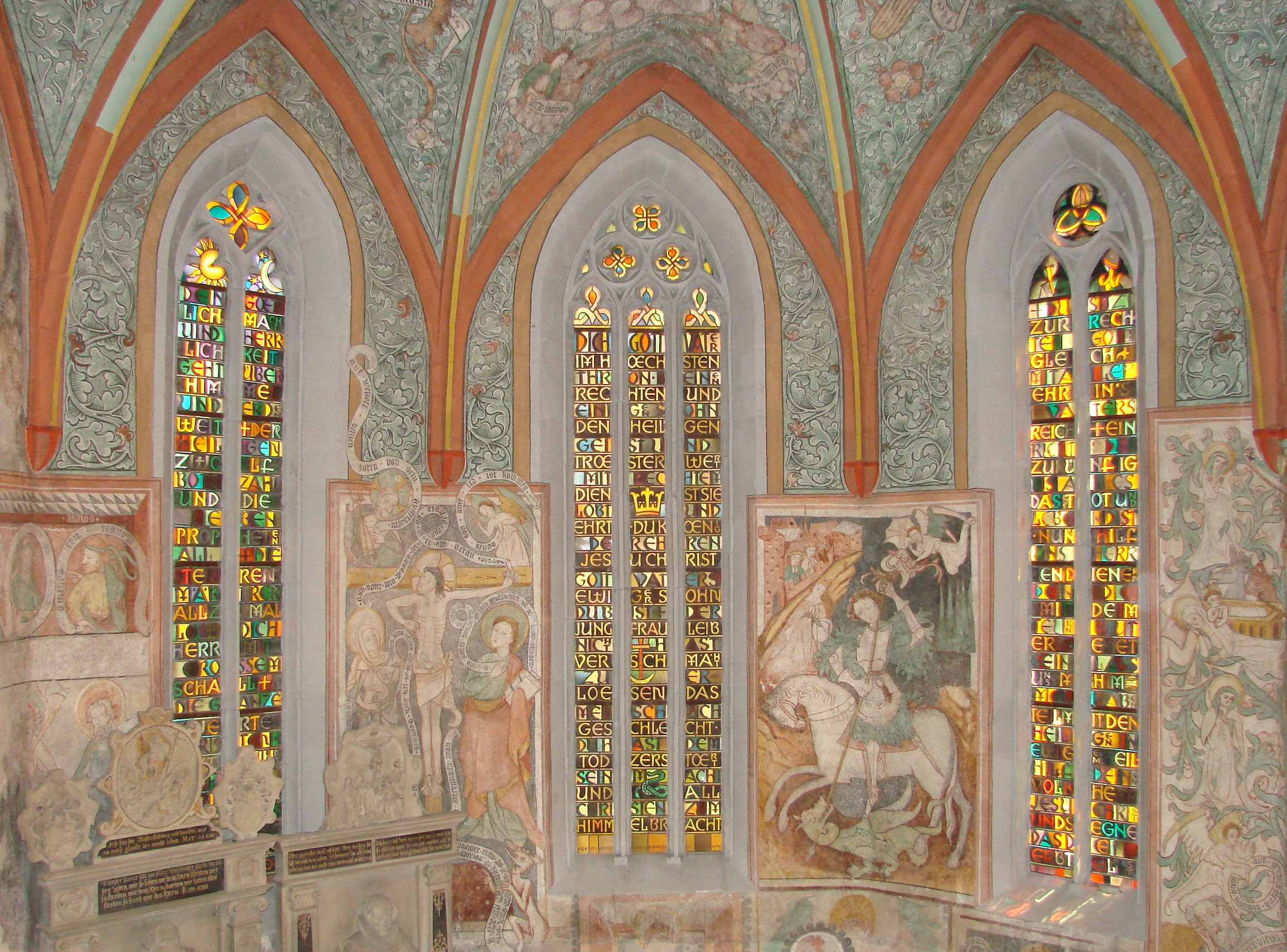
Chorausmalung
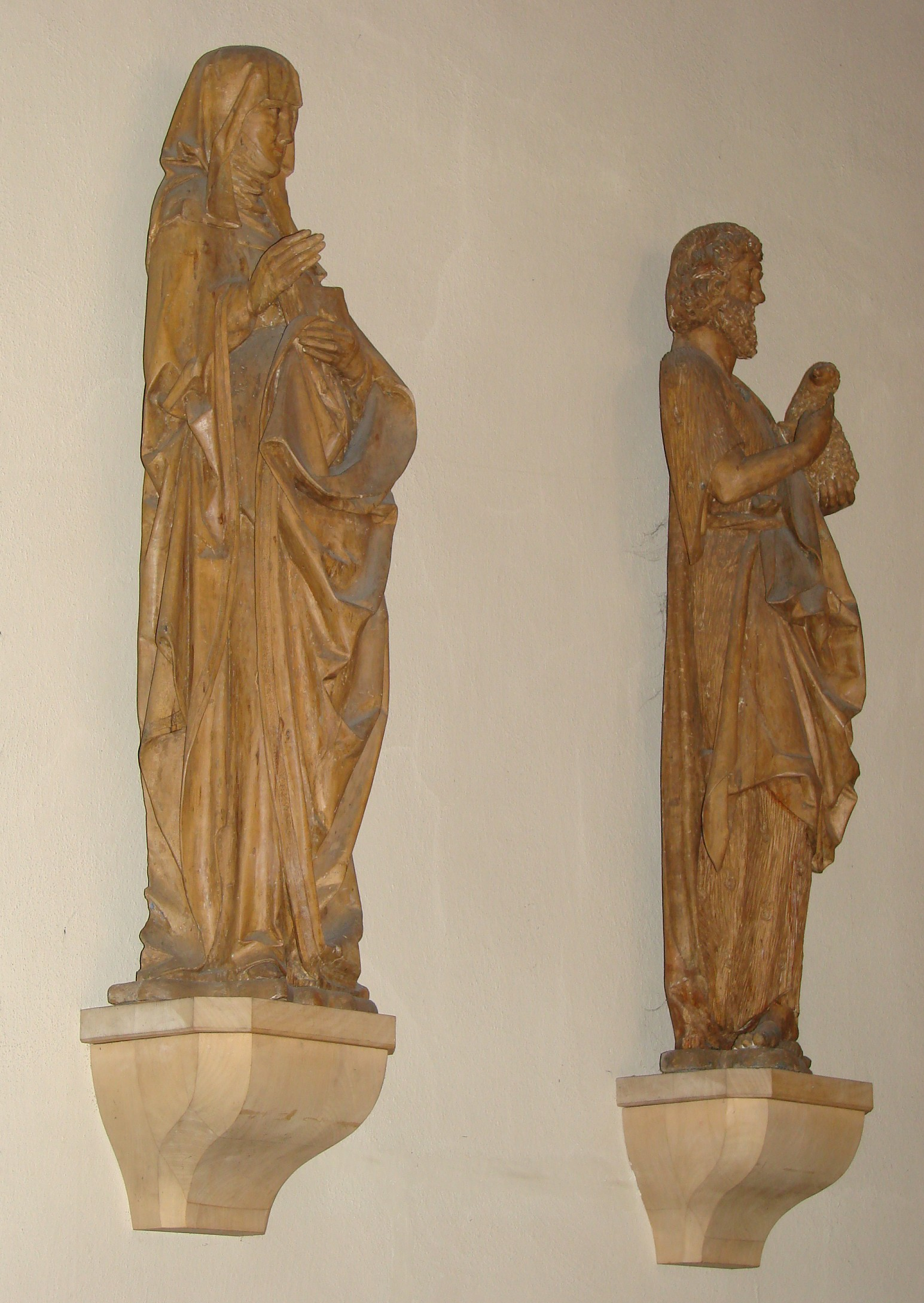
Holzskulpturen, Vermutlich Heilige Ottilia und Johannes der Täufer

### Nieferner Schloss – Niefernburg

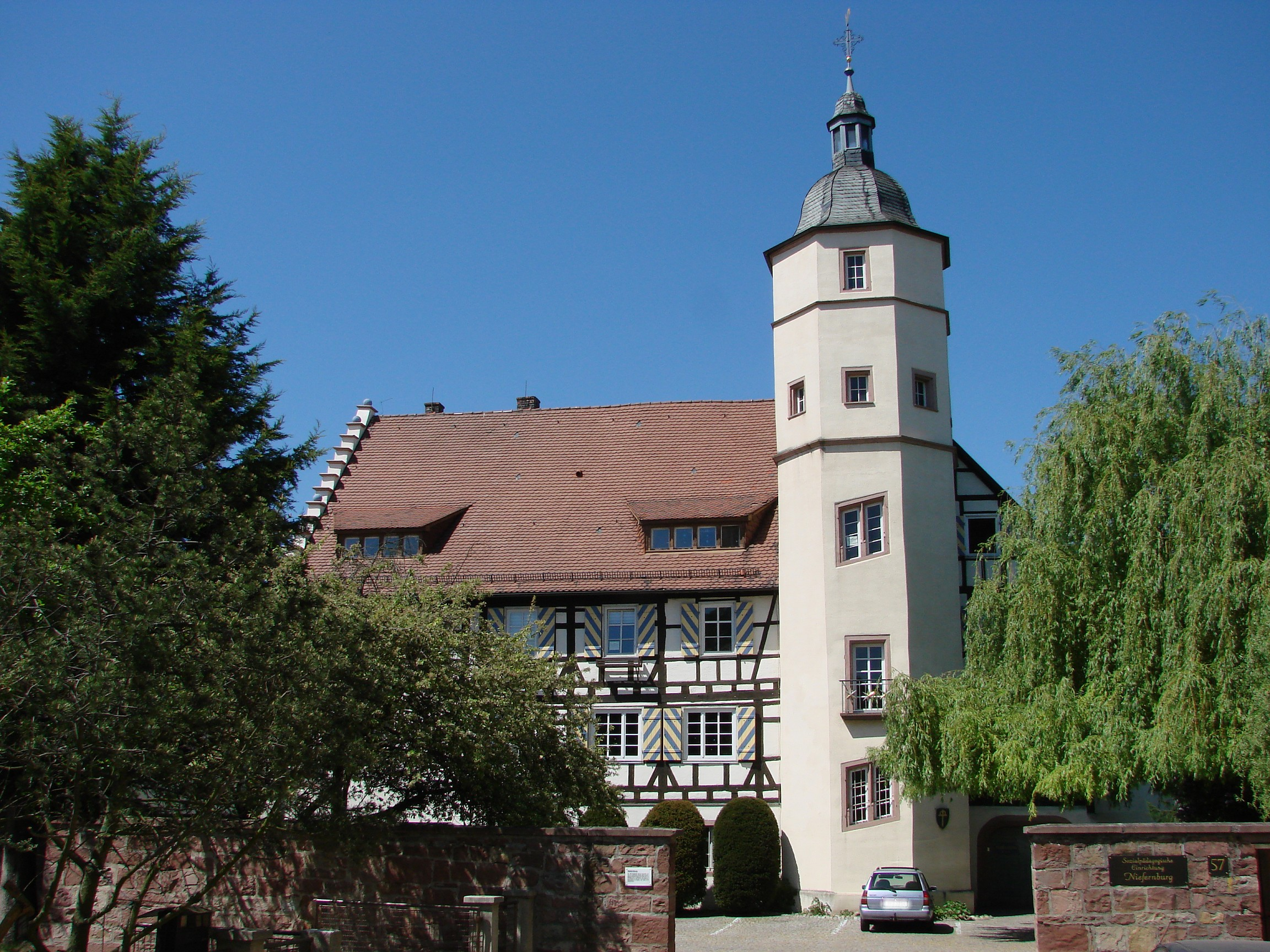
Niefernburg

Die „Talburg“ als Vorläufer von Schloss Niefernburg wurde spätestens um 1185 von den Herren von Niefern erbaut. Die Herren von Niefern gehörten zusammen mit den Herren von Enzberg und von Dürrmenz zu einem großen Geschlecht und führten ein gemeinsames Wappen. Markgraf Karl II. schenkte 1555 seinem Kanzler Martin Achtsynit für seine Verdienste um die Reformation den Ort mitsamt dem alten Burgstadel an der Enz. Dieser erbaute die Niefernburg „von Grund uff“ und versah sie mit Wirtschaftsgebäuden, Säg- und Mahlmühle.
Der 27 Meter hohe, achteckige Treppenturm ist von allen Bauteilen am besten erhalten.
Die Niefernburg ist heute eine Einrichtung der Jugendhilfe im Diakonischen Werk der Evangelischen Landeskirche in Baden. Sie wurde 1852 als Rettungshaus für Waisenkinder gegründet, hat sich zu einer sozialpädagogischen Einrichtung für Mädchen und junge Frauen entwickelt, die sie bei einer Neuorientierung unterstützt.

### Schanzengraben und Chartaque an den Eppinger Linien
Angeregt durch Oberforstrat Alfons Dürr ließ die Gemeinde Niefern-Öschelbronn in den Jahren 1987/88 direkt an den „Eppinger Linien“ – oben an der Nieferner Waldschanze mit Blick hinüber nach Eutingen, Kieselbronn, Enzberg und Öschelbronn – einen historischen Wach- und Beobachtungsturm nachbauen, eine sogenannte Chartaque. Dieser hölzerne Aussichtsturm mit einer Höhe von 12,1 m wurde von der Bevölkerung gut angenommen. Dann wurde das Bauwerk durch fahrlässiges Handeln Mitte der 1990er Jahre ein Raub der Flammen. 1998 wurde die zweite Chartaque – den Wiederaufbau bezahlte die Feuerversicherung – aufgebaut.

### Ehemalige Papierfabrik
Neben der Niefernburg, in den Enzauen, befand sich das Verwaltungsgebäude der ehemaligen Papierfabrik, auch „Herrenhaus“ genannt. Das 1823 erbaute „Herrenhaus“ war das letzte Gebäude des ältesten Industriestandorts in Baden, der 1673 als Papiermühle gegründet wurde. Das Gebäude wurde 2009 abgerissen.
Im Jahr 2011 wurde dort ein Schul-, Kultur- und Sportzentrum mit Leichtathletikanlage Typ B und Rasenspielfeld nach DIN-Maßen für den Schul- und Vereinssportein eröffnet. Ein alter Torbogen der ehemaligen Papierfabrik am Eingang des Vereinsheims und Restaurants „Zur alten Papierfabrik“ erinnert nun an frühere Zeiten.

### Kirnbachmuseum – Nieferns „Gute Stube“
Seit 1984 besitzt Niefern-Öschelbronn ein Heimatmuseum. Es befindet sich im Bürgerhaus von Niefern, Hauptstraße 25, dem vormals alten Rathaus und späteren Schulhaus, das – nach dem Brand – im Jahr 1822 wieder aufgebaut wurde.
Der 1982 gegründete Kulturkreis regte als eine seiner ersten Initiativen an, die Heimstube einzurichten. Daraufhin bot die Gemeinde zwei Räume der ehemaligen Polizeistation im alten Rathaus an. Das Heimatmuseum konnte im Mai 1984 eingeweiht werden.
Nachdem das alte Rathaus zwischen 1994 und 1997 im Rahmen der Nieferner Ortskernsanierung renoviert wurde und zum Bürgerhaus avancierte, musste sich das inzwischen kräftig gewachsene Heimatmuseum wieder etwas bescheiden.

## Wirtschaft und Infrastruktur

### Verkehr
Der Haltepunkt Niefern in Niefern-Vorort liegt an der Bahnstrecke Karlsruhe–Mühlacker. Es halten Regional-Bahn-Züge im Stunden-Takt der Relation Pforzheim-Stuttgart. Von Montag bis Samstag werden diese von stündlichen Regionalbahnen Pforzheim-Bietigheim-Bissingen zum 30-Minuten-Takt verdichtet. Einzelne Züge fahren weiter nach Bad Wildbad oder Karlsruhe.
Außerdem wird die Gemeinde durch die Bundesautobahn 8 (Abfahrt Pforzheim-Ost) und die Bundesstraße 10 erschlossen.
Durch eine Alltagsroute aus dem Radnetz Baden-Württemberg ist Niefern mit Pforzheim und Mühlacker verbunden. Außerdem führt der Enztalradweg durch Niefern.

### Unternehmen
In Niefern-Öschelbronn sind rund 600 Betriebe ansässig, davon 35 Industrie-, 40 Schmuckwaren-, 95 Handwerks- und 430 sonstige Betriebe. Daneben verfügt die Gemeinde über fünf Hotels mit einer Kapazität von rund 400 Betten.

## Demographie
Bevölkerungsentwicklung:
| Jahr | Einwohner |
| ---- | --------- |
| 1970 | 08.911    |
| 1987 | 09.530    |
| 2011 | 11.755    |

## Persönlichkeiten
Söhne und Töchter der Gemeinde
- Karl Wilhelm Doll (1827–1905), geboren in Niefern, Theologe, Prälat der Evangelischen Landeskirche in Baden
- Friedrich Lautenschlager (1890–1955), geboren in Niefern, Direktor der Badischen Landesbibliothek
- Ludwig Vögely (1916–2009), geboren in Niefern, badischer Heimatforscher und Schriftsteller
- Richard Münch (* 1945), geboren in Niefern, Soziologe (seit 2013 emeritiert)
- Annette Scheurich (* 1954), Dokumentarfilmerin
- Bernd Gögel (* 1955), Politiker (AfD), Landtagsabgeordneter
- Carolina Krafzik (* 1995), Leichtathletin

Personen in Verbindung mit der Gemeinde
- Bruno Rothardt (1891–1980), starb in Niefern-Öschelbronn, SS-Brigadeführer und Generalmajor der Waffen-SS
- Viktoria Schmid (* 1969), lebte in Niefern-Öschelbronn, Politikerin (CDU) und MdL
- Erik Schweickert (* 1972), aufgewachsen in Niefern, Professor für Weinwirtschaft,  Politiker (FDP) und MdL